# Vivement lundi !
Vivement lundi ! est une sitcom française en 104 épisodes de 26 minutes tournés en 1988 et 1989, conçue par Télé-Images, développée par Pascal Bancou & Christian Bouveron, et diffusée entre le 11 septembre 1988 et 1992 sur TF1.

## Synopsis
La vie quotidienne dans les bureaux et la cafétérias de la Cosmoliner, entreprise de cosmétiques, avec le cadre aux dents longues qui rayent le parquet, les secrétaires moins ou plus bosseuses le chef de service, le grand patron...
Il s'agit du premier rôle récurrent d'Élie Semoun, encore débutant.

## Distribution
- Bernard Ménez : Jérôme Battelier, cadre arriviste
- Arièle Semenoff : Béatrice, bosseuse exploitée
- Katia Tchenko : Monique, secrétaire nunuche
- Chantal Alves : Agnès, secrétaire
- Jean Rougerie : Gérard Moulinet, chef de service
- Micha Bayard : Éliane Shiftmaker, directrice du personnel
- Jacques François : Pierre-André Dejust, pdg
- Élie Semoun : Daniel « Dany » Boulay, Le coursier
- Blandine Metayer : Madame Jacquet
- Muriel Montossey : Marilyne, employée du service Recherche et développement.
- Jean-Paul Tribout
- Jacqueline Jefford : Madame Moulinet
- Maurice Travail : Malette, vice-président radin

## Production
- Vivement lundi ! est une production de Télé Images, qui a déjà signé les succès de Maguy (Antenne 2) et Marc et Sophie (TF1).
- Comme pour ses deux séries sœurs, les titres des épisodes étaient pour la plupart de subtils jeux de mots.
- Katia Tchenko a révélé à Faustine Bollaert qu'ils avaient signé pour trois saisons, mais n'en ont finalement tourné que deux[1].
- Comme pour Maguy ou Marc et Sophie, Vivement lundi avait une distribution d'acteurs connus et populaires, rompus pour la plupart à l'exercice du théâtre, et beaucoup de débutants devenus célèbres par la suite y ont participé : Jean-Marie Bigard, Michèle Laroque, Dieudonné, Isabelle Mergault, et notamment Élie Semoun, qui y tient un rôle récurrent.
- La première saison a été diffusée chaque dimanche vers 18h30, juste avant 7 sur 7. Lors de la rentrée de septembre 1989, Vivement lundi ! a été déplacée à 15h45. Ce changement d'horaire en concurrence frontale avec l'imbattable École des fans de Jacques Martin a été fatal et TF1 a stoppé la diffusion le 31 décembre 1989, au 65e épisode, alors qu'il restait une quarantaine d'inédits. En janvier 1990, CHiPS prend la relève en milieu d’après-midi, remplacée dès le mois suivant par Côte Ouest. La diffusion des inédits restants ne reprend que le 6 avril 1991, le samedi, à l'intérieur de La une est à vous, initialement vers 13h50, puis 15h45. Le dernier inédit est diffusé le 29 février 1992, alors que le tournage est terminé depuis plus de deux ans.
- La chanson du générique, composée par Jean-Pierre Bourtayre, Simone Harari et Fabrice Cuitad, était interprétée par Rouge Tatoo. Le 45t sorti chez CBS fut leur unique disque. Ses paroles sont restées célèbres : « Vivement lundi, qu’on retrouve tous ses amis. On rit. On vit. On se dépêche. On court jamais on s'ennuie. Vivement lundi, on va tout se raconter. Tous nos secrets, nos coups de cœur, bonheurs, chagrins oubliés. Vivement lundi, la folie, c’est trop, chacun son grand show. Allo, Cosmo, dimanche est fini, ciao, bonjour C’est lundi, lundi, viva la vie ».
- La série a été depuis rediffusée, entre autres, sur TMC du lundi au vendredi pendant la saison 1996-1997, TPS CinéComedy et IDF1.

## Liste des épisodes

### Saison 1 (1988, 1 à 52) et 2 (1989, 53 à 104)
1. - Celle qu’on n’a pas eu
2. - Modèle réduit
3. - Plus un souk
4. - Auto détermination
5. - Comme on se retrouve
6. - Le chouchou
7. - Panier de crabes
8. - Ça décoiffe !
9. - La veste
10. - Union et confusion
11. - Silence, on tourne
12. Les roues de l’infortune
13. - Une réunion bien arrosée
14. - Contes et couffin
15. - L’étalon
16. - Joyeux Noël !
17. - Tête de l’art
18. - Cosmo-Dakar
19. - Subversion originale
20. - Le démanagement
21. - Duel au zèle
22. - Chasseur de têtes
23. - L'obsédé
24. - Publicité gratuite
25. - Vidéo fric
26. Sage comme une image
27. - Visite surprise
28. Jeu interdit
29. - De l'or dans les doigts
30. - Vous avez dit macho?
31. - Le concours
32. - Comme des mouches
33. - Un portefeuille en or
34. - Trou de mémoire
35. - Ponts et soupirs
36. - De la fuite dans les idées
37. - Haut en couleur
38. - Les souris dansent
39. - Passion secrète
40. - Dans le bain jusqu'au cou
41. - La manif
42. - Sur la selette
43. - Mésentente cordiale
44. - Grain de folie
45. - Le grand saut
46. - Ras le vol
47. - Dodo au boulot
48. - Cosmo-gazette
49. - Méfiez-vous des amis
50. - Drôle de drague
51. - Astro liner
52. - Mot d'où ?
53. - Ratures et littérature
54. Je vous salue, Mari !
55. - Le coup de Grasse
56. - Ça ira !
57. - Parfum de flammes
58. - La tâche
59. - Le chimiste fou
60. - La zizanie
61. - Le bis-président
62. - Franche connexion
63. - Chasseuses de primes
64. - Tout s'achète
65. - Opération opérette
66. - S.M.A.S.H
67. - Les coursiers sont sympas !
68. - Poisson d'Avril
69. - Divorce à l'italienne
70. - Féminin-Masculin
71. - Les toiles filantes
72. - Le charme discret de la bourgeoise
73. - La professionnelle
74. - Filles de pub
75. - Vent de révolte
76. - L'ami des bêtes
77. - Pour le service, merci !
78. - Limonade amère
79. Cosmo-farce
80. - Vacances romaines
81. - Le virus des affaires
82. - Plus ou moins témoin
83. - La nièce
84. - Pingre, amour et fantaisie
85. Le poste restant
86. - Loto gestion
87. - Le choc des photos
88. - Pot de colle
89. - Pas de panique
90. Mission spéciale
91. - Soupçons
92. - Effets secondaires
93. - La force du destin
94. - Une femme trop voyante
95. - Cher divorce
96. - Rapt
97. - Dame du monde
98. - Le Fantôme de l'O.P.A
99. - L'apprentie sorcière
100. - Un air de famille
101. - Changement de décor
102. - Mac Max
103. - Question de classe
104. - La manie du minitel

## Commentaires
Les 65 premiers épisodes ont été diffusés sur TF1, le dimanche soir vers 18h30, juste avant 7 sur 7 (pour ne pas faire concurrence à Maguy, également produite par Télé-Image, diffusée à 19h30 sur Antenne 2). 
TF1 arrête brutalement la diffusion le 31 décembre 1989, alors qu'il reste plusieurs dizaines d'inédits. Leur diffusion ne reprend que le 6 avril 1991, le samedi, à l'intérieur de La une est à vous, initialement vers 13h50, puis 15h45. Le dernier inédit est diffusé le 29 février 1992, alors que le tournage est terminé depuis plus de 2 ans.
La série a été intégralement rediffusée sur TMC, du lundi au vendredi, à 19h30, pendant la saison 1996/1997. 
Le générique était interprété par le groupe Rouge Tatoo. Le 45t sorti chez CBS est leur unique disque.